# لوك بورتون
لوك بورتون (بالإنجليزية: Luke Burton)‏ هو لاعب اتحاد الرغبي أسترالي، ولد في 17 فبراير 1994 في برث في أستراليا.

## وصلات خارجية
- لوك بورتون عل موقع إسبنسكروم (الإنجليزية)
- لوك بورتون على موقع ItsRugby.co.uk (الإنجليزية)